# Альберт Еренштайн
Альбе́рт Ереншта́йн (нім. Albert Ehrenstein, 23 грудня 1886, Відень — 8 квітня 1950, Нью-Йорк) — австрійський поет і прозаїк, яскравий представник експресіонізму.

## Біографія
Еренштайн народився в сім'ї угорських євреїв у 16-му районі Відня Оттакрінг (за документами він народився 23 грудня, хоча сам Еренштайн протягом усього життя наполягав, що народився 22 грудня). Його батько був касиром на пивоварні Оттакрінгер, і сім'я була бідною. Його молодшим братом був поет Карл Еренштайн (1892—1971). Завдяки амбіціям матері Еренштайн зміг вступити до Піарівської гімназії у Відні (гіназія № 8), де зазнав антисемітських утисків. З 1905 по 1910 рік він вивчав історію та філософію у Віденському університеті, який закінчив у 1910 році зі ступенем доктора філософії (захистивши дисертацію на тему «Ситуація в Угорщині в 1790 році, висвітлена лекціями та постановами Державної та придворної військової ради Леопольда II»). Однак тим часом він уже зробив вибір на користь літератури, який описував так: «Навчання в університеті майже не було; але через п'ять років нібито навчання я здобув свободу: час для поетичної творчості. Толерантно ігноруючи питання, спрямовані на мене, і ображаючись на занадто легкі запитання, я навіть заробив собі ступінь доктора філософії».
У 1910 році він миттєво став відомим завдяки віршу «Мандрівники брешуть», який Карл Краус опублікував у «Факелі». Цей вірш можна віднести до руху експресіонізму, що зароджувався. У 1911 році оповідання Еренштейна «Тубуц» було опубліковане з ілюстраціями його друга Оскара Кокошки. Через Кокошку він познайомився з Гервартом Вальденом і згодом публікувався в його журналі «Der Sturm», а пізніше також у журналі Франца Пфемферта «Die Aktion». Еренштайн швидко став одним з найважливіших голосів експресіонізму і тісно спілкувався з Ельзою Ласкер-Шюлер, Готфрідом Бенном і Францом Верфелем. Хоча не всім подобалися його вірші. Поширився глузливий вірш Антона Куха: «Еренштайн у нас в великій шані, тільки вірші пише він погані».

### 1914—1932
На початку Першої світової війни Еренштейна призвали працювати у Віденському військовому архіві, оскільки він був непридатний до військової служби. У той час як багато інших митців спершу захопилися ентузіазмом війни, Еренштайн від самого початку був рішучим противником війни, що він чітко сформулював у низці статей та віршів (наприклад, Der Mensch schreit). Під час війни він познайомився з Вальтером Газенклевером і Мартіном Бубером. У 1916/17 роках належав до кола першого дадаїстського журналу «Die Neue Jugend», в якому публікувався разом із Францом Юнґом, Ґеорґом Ґроссом та Йоганнесом Р. Бехером; журнал займав виразно антивільгельмівську позицію і був швидко заборонений. Бехер та Еренштайн одночасно працювали редакторами у видавництві Курта Вольфа. У цей час він познайомився зі збіднілим поетом Іваром фон Люкеном, якого звільнив від військової служби за допомогою психіатра Фріца Нойберґера, підтримував фінансово і поезію якого згодом публікував.
У 1917 та 1918 роках він уперше відвідав Швейцарію (Цюріх і Давос). Деякий час він працював у штабі військової преси у Відні, а потім через Берлін переїхав до Цюріха. У 1914 році Альфред Адлер запропонував йому посаду секретаря Асоціації індивідуальної психології, на яку він тоді працював у вигнанні в Цюріху. У 1917 році він організував лекційний вечір у Готтінгенському читацькому гуртку під час поїздки Адлера до Швейцарії, а згодом налагодив для нього контакти з противниками війни Анрі Барбюсом і Роменом Ролланом. У 1920—1921 роках Еренштайн редагував матеріали Альфреда Дебліна для експресіоністської серії «Die Gefährten» кооперативного видавництва журналу «Daimon».
Після 1918 року він підтримав революцію в Німеччині та підписав — разом із Людвігом Бомером, Юліусом Талботом Келлером, Карлом Оттеном, Францом Пфемфертом, Генріхом Шефером, Гансом Зімсеном і Карлом Цукмаєром — заклик Антинаціональної соціалістичної партії (A.S.P.) до світової соціалістичної революції, опублікований 16 листопада 1918 року в газеті Aktion.
Ще під час війни Еренштайн познайомився з акторкою Елізабет Берґнер, якій допоміг прорватися в кіно, і в яку безнадійно закохався, присвятивши їй численні вірші. У 1920-х роках він подорожував Європою, Африкою, Близьким Сходом і Китаєм, де деякий час перебував, зокрема, з Кокошкою. Він звернув увагу на китайську літературу і опублікував численні переклади з китайської, а також, на основі китайської моделі, досить успішний роман «Вбивця з власної волі» (Mörder aus Gerechtigkeit) (1931). У 1928 році Еренштайн переїхав до Віганелло у Швейцарії, а з кінця 1932 року оселився в еміграції у Бріссаго.

### 1933-1950
Разом з багатьма іншими авторами ім'я Еренштайна було в нацистському студентському чорному списку. Його книжки кинули на вогнище під час книжкового спалення 10 травня 1933 року. Протягом наступних кількох років він публікувався в еміграційних літературних журналах. У 1934 році відвідав СРСР, а в 1935 році взяв участь у «Конгресі на захист культури» в Парижі. Після 1933 року мусив покладатися на заробіток у швейцарських газетах, хоча це було заборонено для іноземців. Оскільки він не мав дозволу на роботу, в 1936 році був оштрафований поліцією. Його висилка з Тічино в 1938 році була скасована завдяки заступництву Германа Гессе. Щоб уникнути екстрадиції, він прийняв чехословацьке громадянство. З 1939 по 1941 рік він жив без гроша в Цюріху. Згодом переїхав до Англії до свого брата Карла, звідти до Франції, доки не зміг виїхати з Іспанії до США за терміновою візою у 1941 році.
У Нью-Йорку інші вигнанці, зокрема Томас Манн, Ріхард Хюльзенбек і Ґеорґ Ґросс, отримали для нього дозвіл на проживання. Еренштайн вивчив англійську, але не мав можливості заробляти на життя і жив за рахунок доходу від кількох статей, які він написав для газети Aufbau, та пожертв від Ґеорґа Ґросса. У 1949 році він повернувся спочатку до Швейцарії, а потім до Німеччини, але не зміг знайти видавця і врешті розчарований повернувся до Нью-Йорка. Після двох інсультів його відвезли до госпісу для бідних на острові Велфера, де він і помер 8 квітня 1950 року. Після його смерті друзі зібрали гроші, щоб його урна була відправлена до Англії, де все ще жив його брат Карл. Прах Еренштайна був похований на кладовищі Бромлі-Гілл у Лондоні.

## Твори

### Лірика, Проза, Есе
- Tubutsch, 1911 (змінене видання 1914, багато перевидань)
- Der Selbstmord eines Katers, 1912 (перевидання під заголовком Bericht aus einem Tollhaus, 1919)
- Die weiße Zeit, 1914 (в книгарнях з 1916 року)
- Der Mensch schreit, 1916
- Nicht da nicht dort, 1916 (перевидано під заголовком Zaubermärchen, 1919)
- Die rote Zeit, 1917
- Den ermordeten Brüdern, 1919
- Karl Kraus 1920
- Die Nacht wird. Gedichte und Erzählungen, 1920 (вибране)
- Der ewige Olymp. Novellen und Gedichte, 1921 (вибране)
- Wien, 1921
- Die Heimkehr des Falken, 1921 (вибране)
- Briefe an Gott. Gedichte in Prosa, 1922
- Herbst, 1923
- Menschen und Affen, 1926 (есе)
- Ritter des Todes. Die Erzählungen von 1900 bis 1919, 1926
- Mein Lied. Gedichte 1900—1931, 1931
- Gedichte und Prosa. Herausgegeben von Karl Otten. Neuwied, Luchterhand 1961.

### Переклади й переспіви
- Schi-King. Nachdichtungen chinesischer Lyrik 1922
- Pe-Lo-Thien. Nachdichtungen chinesischer Lyrik 1923
- China klagt. Nachdichtungen revolutionärer chinesischer Lyrik aus drei Jahrtausenden 1924; перевидання у видавництві Autoren-Edition, München 1981 ISBN 3-7610-8111-1
- Lukian 1925
- Räuber und Soldaten. Roman frei nach dem Chinesischen 1927; перевидання 1963
- Mörder aus Gerechtigkeit, 1931
- Das gelbe Lied. Nachdichtungen chinesischer Lyrik 1933

## Українські переклади
Поезії Еренштайна перекладав українською Роман Осадчук та Р-вич (криптонім; «Хожденіє Гомера по муках»).
- Альберт Еренштайн, поезії, в кн. «Двадцять австрійських поетів XX сторіччя», вид. Юніверс, Київ, 1998 — с. 73-77